# Hône
Hône – miejscowość i gmina we Włoszech, w regionie Dolina Aosty.
Według danych na styczeń 2009 gminę zamieszkiwało 1178 osób przy gęstości zaludnienia 94 os./1 km².